# Discografia dei Wham!

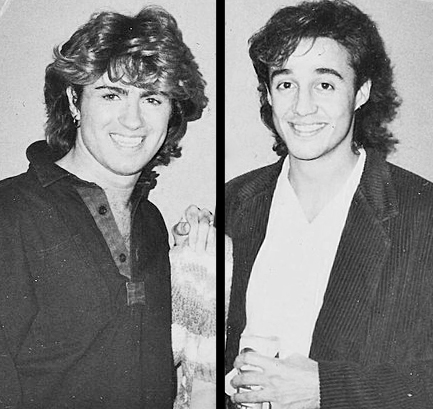
Wham

In questa pagina è raccolta la discografia completa e ufficiale dei Wham!, duo britannico di musica pop.

## Album in studio
| Titolo                                                    | Dettagli dell'album                                   | Posizioni in classifica | Posizioni in classifica | Posizioni in classifica | Posizioni in classifica | Posizioni in classifica | Posizioni in classifica | Posizioni in classifica | Posizioni in classifica | Posizioni in classifica | Posizioni in classifica | Posizioni in classifica | Certificazioni                                                                  |
| Titolo                                                    | Dettagli dell'album                                   | UK                      | AUS                     | CAN                     | FRA                     | GER                     | ITA                     | NL                      | NZ                      | SWE                     | SWI                     | USA                     | Certificazioni                                                                  |
| --------------------------------------------------------- | ----------------------------------------------------- | ----------------------- | ----------------------- | ----------------------- | ----------------------- | ----------------------- | ----------------------- | ----------------------- | ----------------------- | ----------------------- | ----------------------- | ----------------------- | ------------------------------------------------------------------------------- |
| Fantastic                                                 | Pubblicato il 9 luglio 1983 su etichetta Inner Vision | 1                       | 5                       | —                       | —                       | 7                       | —                       | 8                       | 1                       | 15                      | 25                      | 83                      | - BPI: 3× Platino - RIAA: Oro                                                   |
| Make It Big                                               | Pubblicato il 23 ottobre 1984 su etichetta Columbia   | 1                       | 1                       | 1                       | 5                       | 5                       | 1                       | 1                       | 1                       | 3                       | 1                       | 1                       | - BPI: 4× Platino - BVMI: Oro - SNEP: Oro - CRIA: 6× Platino - RIAA: 6× Platino |
| Music from the Edge of Heaven                             | Pubblicato il primo luglio 1986 su etichetta Columbia | —                       | —                       | 9                       | —                       | —                       | —                       | —                       | —                       | —                       | —                       | 10                      | - CRIA: Platino - RIAA: Platino                                                 |
| "—": album non pubblicato/non classificato in quel paese. |                                                       |                         |                         |                         |                         |                         |                         |                         |                         |                         |                         |                         |                                                                                 |

## Compilation
| Titolo                                                    | Dettagli dell'album                              | Posizioni in classifica | Posizioni in classifica | Posizioni in classifica | Posizioni in classifica | Posizioni in classifica | Posizioni in classifica | Posizioni in classifica | Posizioni in classifica | Posizioni in classifica | Certificazioni                             |
| Titolo                                                    | Dettagli dell'album                              | UK                      | AUS                     | FRA                     | GER                     | ITA                     | NL                      | NZ                      | SWE                     | SWI                     | Certificazioni                             |
| --------------------------------------------------------- | ------------------------------------------------ | ----------------------- | ----------------------- | ----------------------- | ----------------------- | ----------------------- | ----------------------- | ----------------------- | ----------------------- | ----------------------- | ------------------------------------------ |
| The Final                                                 | Pubblicato il 30 giugno 1986 su etichetta Epic   | 2                       | 5                       | 13                      | 2                       | 2                       | 1                       | 1                       | 16                      | 2                       | - BPI: Platino - BVMI: Oro - SNEP: Platino |
| The Best of Wham!: If You Were There...                   | Pubblicato il 24 novembre 1997 su etichetta Epic | 4                       | 29                      | 13                      | 40                      | 12                      | 18                      | 29                      | —                       | 28                      | - BPI: 2× Platino - ARIA: Oro              |
| "—": album non pubblicato/non classificato in quel paese. |                                                  |                         |                         |                         |                         |                         |                         |                         |                         |                         |                                            |

## Singoli
| Titolo                                                      | Anno | Posizioni in classifica | Posizioni in classifica | Posizioni in classifica | Posizioni in classifica | Posizioni in classifica | Posizioni in classifica | Posizioni in classifica | Posizioni in classifica | Posizioni in classifica | Posizioni in classifica | Posizioni in classifica | Certificazioni                                                                  | Album                                     |
| Titolo                                                      | Anno | UK                      | AUS                     | CAN                     | FRA                     | GER                     | ITA                     | NL                      | NZ                      | SWE                     | SWI                     | USA                     | Certificazioni                                                                  | Album                                     |
| ----------------------------------------------------------- | ---- | ----------------------- | ----------------------- | ----------------------- | ----------------------- | ----------------------- | ----------------------- | ----------------------- | ----------------------- | ----------------------- | ----------------------- | ----------------------- | ------------------------------------------------------------------------------- | ----------------------------------------- |
| Wham Rap! (Enjoy What You Do)                               | 1982 | 8                       | 9                       | —                       | —                       | 17                      | —                       | 9                       | 18                      | —                       | —                       | —                       |                                                                                 | Fantastic                                 |
| Young Guns (Go for It!)                                     | 1982 | 3                       | 4                       | —                       | —                       | 20                      | —                       | 9                       | 4                       | 1                       | —                       | —                       | - BPI: Argento                                                                  | Fantastic                                 |
| Bad Boys                                                    | 1983 | 2                       | 9                       | —                       | —                       | 12                      | —                       | 26                      | 10                      | 11                      | 6                       | 60                      | - BPI: Argento                                                                  | Fantastic                                 |
| Club Tropicana                                              | 1983 | 4                       | 60                      | —                       | —                       | 13                      | —                       | 14                      | 25                      | —                       | —                       | —                       | - BPI: Platino                                                                  | Fantastic                                 |
| Club Fantastic Megamix                                      | 1983 | 15                      | —                       | —                       | —                       | 56                      | —                       | 44                      | —                       | —                       | —                       | —                       |                                                                                 | /                                         |
| Wake Me Up Before You Go-Go                                 | 1984 | 1                       | 1                       | 1                       | 17                      | 2                       | 23                      | 1                       | 2                       | 1                       | 2                       | 1                       | - BPI: 2× Platino - ARIA: 2× Platino - MC: Platino - RIAA: Platino              | Make It Big                               |
| Careless Whisper                                            | 1984 | 1                       | 1                       | 1                       | 3                       | 3                       | 1                       | 1                       | 3                       | 2                       | 1                       | 1                       | - BPI: Platino - ARIA: 2× Platino - MC: Platino - RIAA: Platino - SNEP: Argento | Make It Big                               |
| Freedom                                                     | 1984 | 1                       | 3                       | 10                      | 16                      | 14                      | 5                       | 3                       | 8                       | 9                       | 5                       | 3                       | - BPI: Oro                                                                      | Make It Big                               |
| Everything She Wants                                        | 1984 | 2                       | 7                       | 1                       | 21                      | 8                       | 9                       | 2                       | 6                       | —                       | —                       | 1                       | - BPI: Oro - MC: Oro - RIAA: Oro                                                | Make It Big                               |
| Last Christmas                                              | 1984 | 1                       | 2                       | 3                       | 8                       | 2                       | 1                       | 2                       | 2                       | 1                       | 3                       | 9                       | - BPI: 6× Platino - ARIA: 6× Platino - MC: 2× Platino - RIAA: 2× Platino        | Music from the Edge of Heaven / The Final |
| I'm Your Man                                                | 1985 | 1                       | 3                       | 7                       | 34                      | 7                       | 2                       | 3                       | 1                       | 15                      | 7                       | 3                       | - BPI: Oro - MC: Oro                                                            | Music from the Edge of Heaven / The Final |
| The Edge of Heaven                                          | 1986 | 1                       | 2                       | 10                      | 22                      | 4                       | 3                       | 1                       | 3                       | 10                      | 4                       | 10                      | - BPI: Argento                                                                  | Music from the Edge of Heaven / The Final |
| Where Did Your Heart Go?                                    | 1986 | 1                       | —                       | —                       | 42                      | —                       | 34                      | —                       | —                       | —                       | —                       | 50                      |                                                                                 | Music from the Edge of Heaven / The Final |
| "—": singolo non pubblicato/non classificato in quel paese. |      |                         |                         |                         |                         |                         |                         |                         |                         |                         |                         |                         |                                                                                 |                                           |